# Be'eri
Be'eri (héberül: בְּאֵרִי) egy kibuc Dél-Izraelben. A Negev-sivatag észak-nyugati részén és a Gázai övezet keleti határa közelében fekszik. Az Eshkol Regionális Tanács fennhatósága alá tartozik. 2021-ben 1047 lakosa volt.
A Hamász 2023-as Izrael elleni támadása során Be'eriben lezajlott mészárlás során több mint 130 ember vesztette életét és több mint 50 túszt ejtett a Hamász.
A Kibbutz Be'erit 1946. október 6-án alapították a Negev 11 pontjának egyikeként. Wadi Nahabir közelében található, néhány kilométerre délre Be'erot Yitzhaktól. Alapítói a HaNoar HaOved VeHaLomed mozgalom tagjai voltak, akik Maoz Haimban tanultak, valamint néhány héber cserkész. Nevét Berl Katznelsonról kapta, akinek Be'eri (Beeri) (bibliai név) volt a művészneve.
1947-ben Be'erinek már több mint 150 lakosa volt. A korai telepesek talajjavítással és faültetéssel foglalkoztak. A közösség az iraki zsidó fiatalok érkezésével tovább nőtt, akik sivatagokon átkelve érkeztek meg Be'eribe. A Zsidó Nemzeti Alap jelentése alapján az Izraeli függetlenségi háborúban a kibuc hónapokig teljesen el volt zárva a külvilágtól, "de a lakosok kitartottak a Negev 1948 októberi felszabadításáig".
Izrael függetlenségének kikiáltása után a kibuc három kilométerrel délkeletre költözött, ahol a mai napig található. Izrael egyik leggazdagabb kibucának tartják. A második intifádától kezdve a kibuc Kasszám rakétatámadásoktól és a nyolc kilométerre lévő izraeli–gázai határnál időnként fellángoló összecsapásoktól szenvedett.
Felső-pleisztocén homokkőből származó kénlerakódást fedeztek fel Be'eri Kibuc környékén.

### Be'eri-i mészárlás
A be'eri lakosok és a gázaiak közötti kapcsolatok híresen jók voltak. Bret Stephens a következőképpen nyilatkozott a témában: „Be'eri közismert volt békepártiságáról: külön pénzügyi alappal rendelkezett, hogy pénzügyi segítséget tudjon nyújtani azoknak a gázaiaknak, akik munkavállalási engedéllyel érkeztek a kibucba, és a kibucok gyakran önként jelentkeztek arra, hogy a beteg palesztinokat egy dél-izraeli onkológiai központba vigyék”.
2023. október 7-én a Hamász fegyveresei beszivárogtak a kibucba, több mint 50 túszt ejtettek, és több mint 130 embert megöltek az Izrael-szerte összehangolt támadásaikban, amellyel kirobbantották a 2023-as Izrael–Hamász-háborút.

## Gazdaság
Sok privatizáción átesett kibuctól eltérően a Kibbutz Be'eri megtartotta a régi szövetkezeti modellt. A fő bevételi forrás a Be'eri nyomdavállalat, amelynek éves forgalma több százmillió sékel. A cég bővítette a piaci részesedését azáltal, hogy elkezdett csomagnyomtatással, online fotóalbumok értékesítésével és kisvállalkozásoknak szánt professzionális marketinganyagok készítésével foglalkozni. Be'eri tulajdona a Hinoman is, egy élelmiszertechnológiai cég, ami mankait (Wolffia globosa) termeszt, egy tápanyagban gazdag szuperzöldséget, amelyet fenntartható hidroponikával termesztenek. A kibuc ezen felül jojobát is termeszt, a gyümölcsből származó olajat a kozmetikai ipar számára értékesíti. További bevételi forrásuk egy kis tejüzem, amely prémium minőségű, kézzel készített sajtokat állít elő.
Körülbelül négy kilométerre északra fekszik az ANZAC-emlékmű, amely az első világháborúban a harmadik gázai csatában elesett ANZAC-katonáknak állít emléket.

## Sport
A kibuc kosárlabdacsapata, a Hapoel Be'eri, a Liga Artzitban játszik.

## Galéria
- Régi víztorony és erőd
- ANZAC Emlékmű
- Be'eri-i földek
- Be'eri Kibuc az 1948-as háború után
- Be'eri-i kénbányák

## Fordítás
Ez a szócikk részben vagy egészben  a   Be'eri című angol Wikipédia-szócikk ezen változatának fordításán alapul.  Az eredeti cikk szerkesztőit annak laptörténete sorolja fel. Ez a jelzés csupán a megfogalmazás eredetét és a szerzői jogokat jelzi, nem szolgál a cikkben szereplő információk forrásmegjelöléseként.